# Praekogia
Praekogia cedrosensis
Genre
Espèce
Praekogia est un genre éteint de cétacés qui a vécu au Miocène. Ses restes fossiles ont été mis au jour au Mexique, en Basse-Californie. Une seule espèce est connue à ce jour, Praekogia cedrosensis (Barnes, 1973).